# Doryanthes palmeri
Doryanthes palmeri é uma espécie de plantas com flor monocotiledóneas da família monotípica Doryanthaceae, endémica do leste da Austrália. A espécie produz grandes folhas em forma de espada e um escapo floral que pode atingir os 5 m de altura encimado por uma inflorescência contendo numerosas flores de coloração vermelho vivo. A espécie é cultivada como planta ornamental nos jardins das regiões subtropicais.

## Descrição
D. palmeri é uma das duas espécies do género Doryanthes e da família monotípica Doryanthaceae, um táxon que é um endemismo da região costeira do leste da Austrália.
A espécie é uma grande herbácea perene suculenta, com grandes folhas glabras, rígidas e paralelinérveas ensiformes, típicas das monocotiledóneas, com até 3 m de comprimento, que formam uma grande roseta basal a partir da qual emerge um robusto escapo floral, que pode atingir 5 m de altura. A ântese ocorre no início da primavera, formando uma densa inflorescência com numerosas flores de coloração vermelho vivo, envolvida por grandes brácteas.
No seu habitat natural a espécie é considerada como tendo um estado de conservação vulnerável e está listada no New South Wales Threatened Species Act (1995).

## Galeria

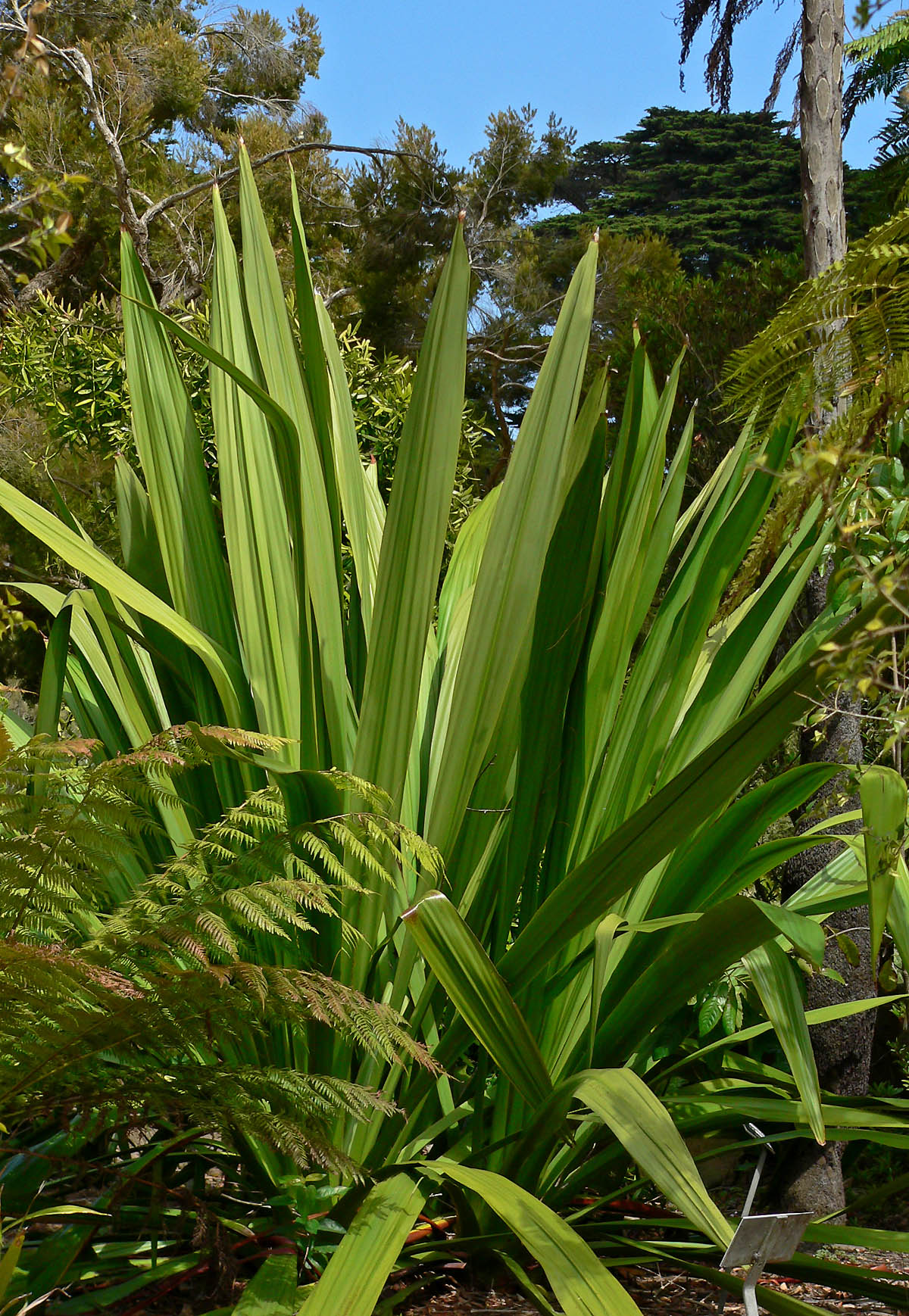
Doryanthes palmeri (hábito).
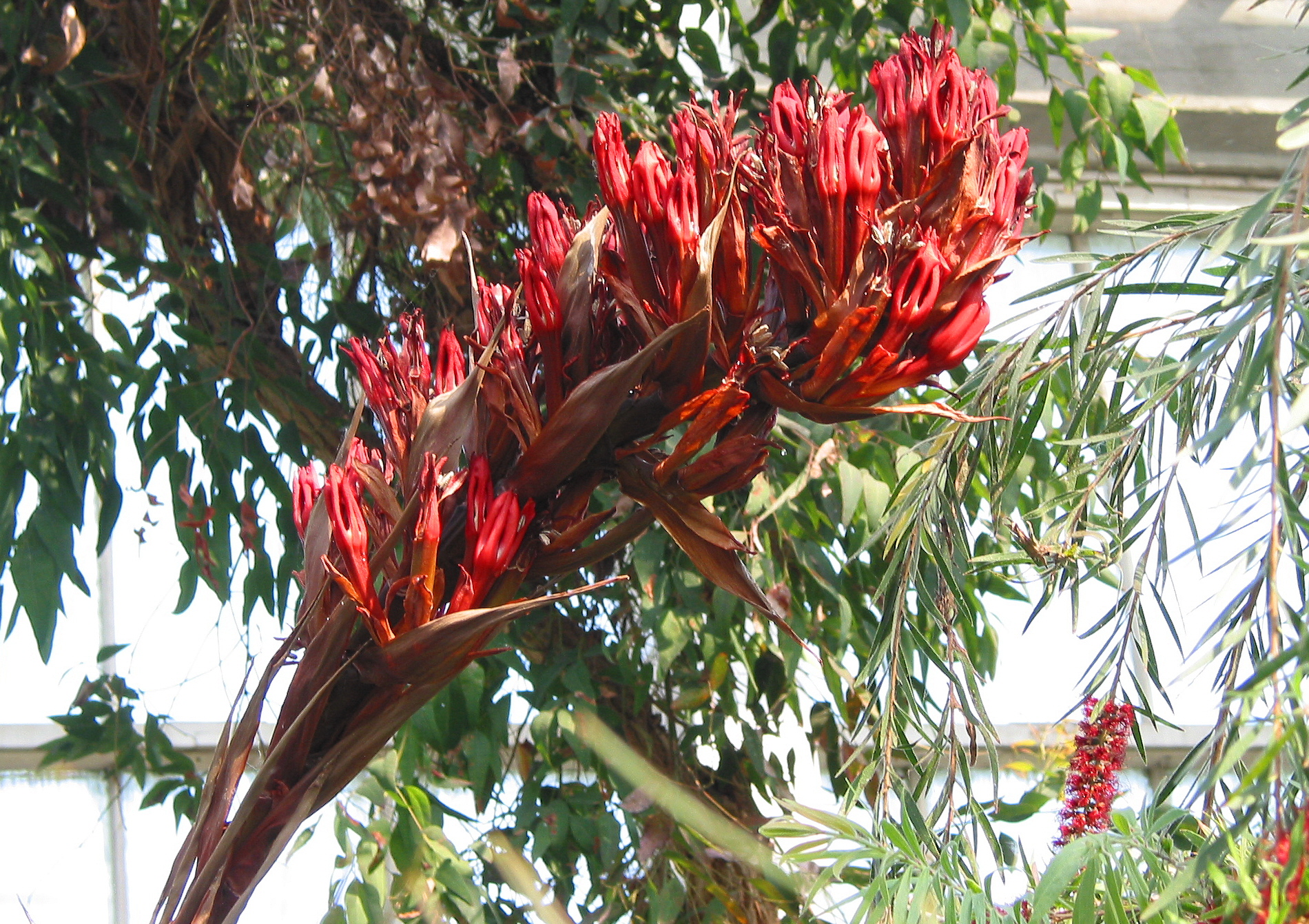
Doryanthes palmeri (flores).